# Hossein Rezazadeh
Hossein Rezazadeh, född 1978 i Ardabil i Iran, iransk före detta tyngdlyftare och världsmästare i tyngdlyftning. Han kallas för "Irans Herkules". 2002 mottog han en hedersmedalj från Irans president Mohammad Khatami.

## Medaljer
- Guld – OS 2000 Sydney
- Guld – OS 2004 Aten
- Brons – VM 1999 Aten
- Guld – VM 2002 Warszawa
- Guld – VM 2003 Vancouver
- Guld – VM 2005 Doha
- Guld – VM 2006 Santa Domingo
- Brons – Asiatiska spelen 1998 Bangkok
- Guld – Asiatiska spelen 2002 Busan
- Guld – Asiatiska spelen 2006 Doha